# Minnesota Golden Gophers

Logo der Minnesota Golden Gophers

Die Minnesota Golden Gophers sind die Sport-Teams der University of Minnesota im US-Bundesstaat Minnesota. Die University of Minnesota hat insgesamt 25 verschiedene Sportteams, davon 12 Männer- und 13 Frauenteams. Die Golden Gophers gehören der Big Ten Conference an. Die Farben der Teams sind Kastanienbraun und Gold. 

## Name

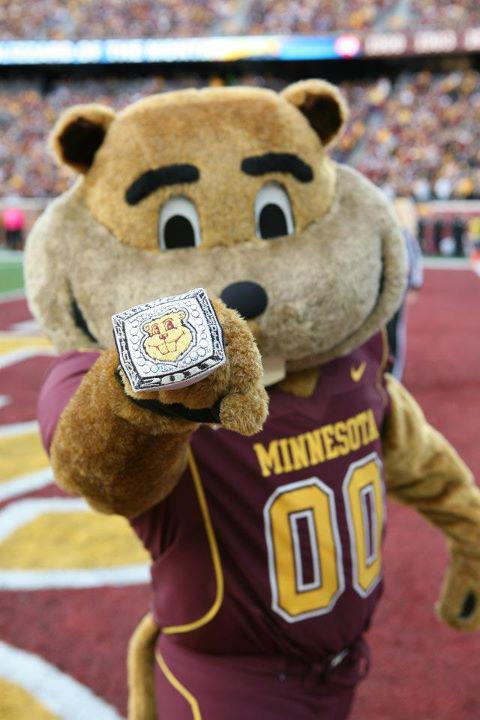
Goldy Gopher

Der Name der Golden Gophers geht auf eine Karikatur aus dem Jahr 1858 zurück, in dem die Regierenden des damals gerade gegründeten Bundesstaats als Gophers, was in Minnesota der Name für das dort häufig vorkommende Dreizehnstreifen-Hörnchen ist, porträtiert wurden. Dadurch erhielt Minnesota den Beinamen Gopher State. Ab den 1920er-Jahren wurde der Beiname Gophers für die Sportteams der University of Minnesota genutzt. Den Namen Golden Gophers etablierte der Sportreporter Halsey Hall Anfang der 1930er-Jahre, als er die Spiele des Footballteams der Gophers im Radio kommentierte. Seit 1952 gibt es das Maskottchen Goldy Gopher, von dem seit 2013 eine Statue auf dem Campus der Universität steht.

## Sportarten
Die Golden Gophers bieten folgende Sportarten an (Stand 2021):
Männer
- American Football
- Baseball
- Basketball
- Crosslauf
- Eishockey
- Golf
- Leichtathletik (bis 2021)
- Leichtathletik in Hallen
- Ringen
- Schwimmen
- Tennis (bis 2021)
- Turnen (bis 2021)

Frauen
- Basketball
- Crosslauf
- Eishockey
- Fußball
- Golf
- Leichtathletik
- Leichtathletik in Hallen
- Rudern
- Schwimmen
- Softball
- Tennis
- Turnen
- Volleyball

Wegen der finanziellen Verluste durch die COVID-19-Pandemie beschloss die University of Minnesota im Oktober 2020, die Abteilungen Outdoor-Leichtathletik, Tennis und Turnen bei den Männern nach 2021 einzustellen, um Kosten einzusparen.

## Eishockey

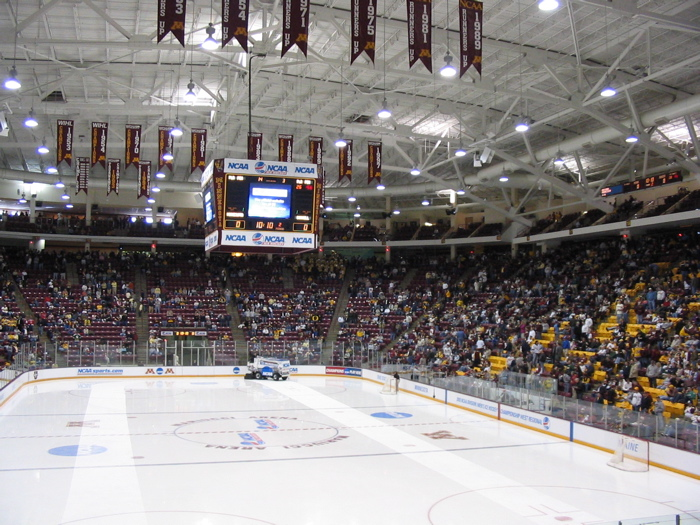
Die Mariucci Arena

Das Eishockeyteam der Männer gewann fünfmal die US-amerikanische Collegemeisterschaft im Eishockey. Vier Spieler der Golden Gophers gewannen den Hobey Baker Memorial Award für den besten College-Eishockeyspieler des Landes. Rivalitäten bestehen zwischen den Golden Gophers und den Wisconsin Badgers sowie den North Dakota Fighting Hawks. Seit 1993 spielt das Eishockeyteam in der Mariucci Arena.

## Football

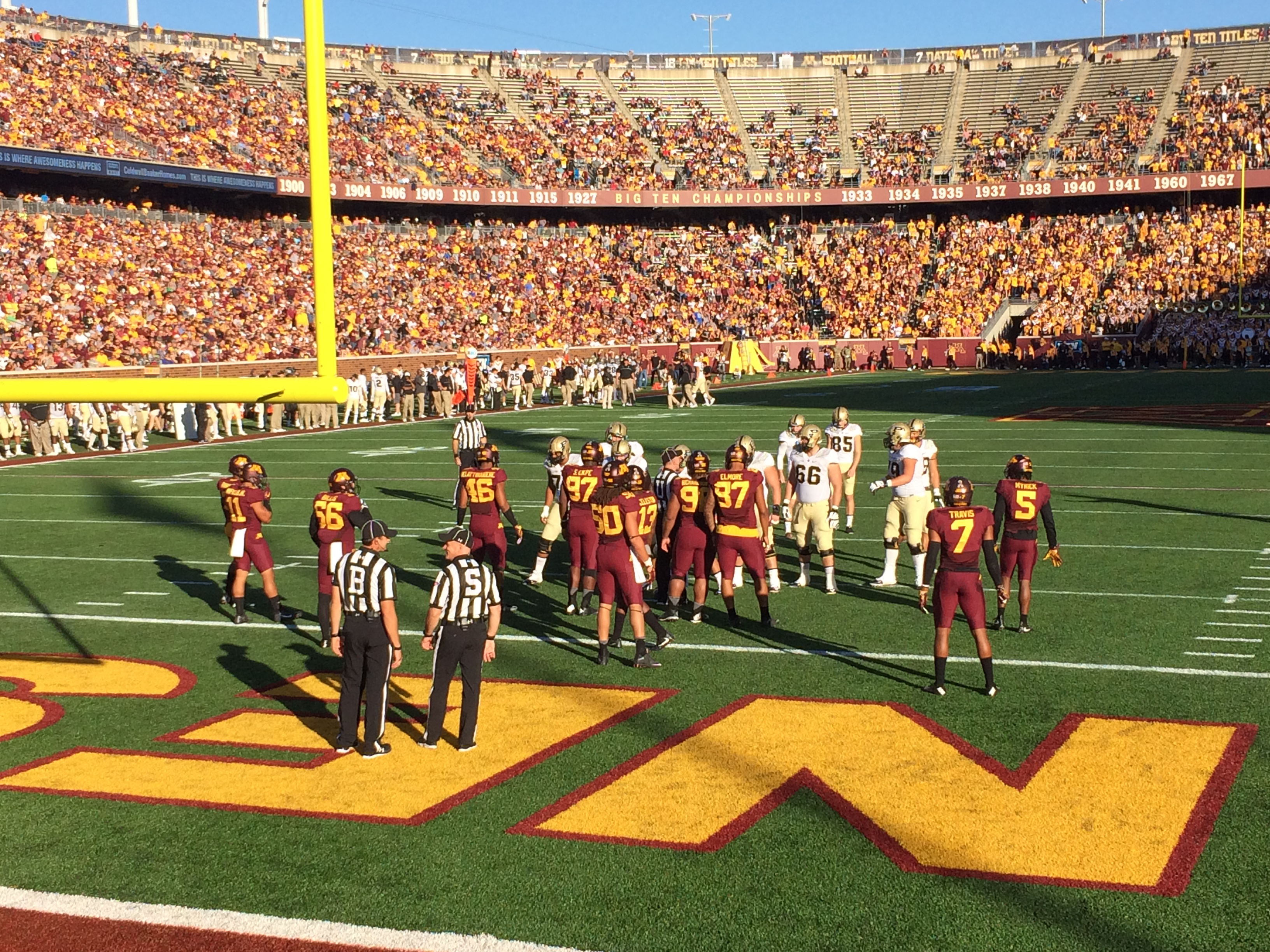
Die Minnesota Golden Gophers bei einem Heimspiel gegen die Purdue Boilermakers

Die Golden Gophers gewannen bislang siebenmal (1904, 1934, 1935, 1936, 1940, 1941, 1960) die nationale Meisterschaft im College Football. Am erfolgreichsten waren die Gophers vor dem Zweiten Weltkrieg. Unter Head Coach Henry L. Williams, der das Team von 1900 bis 1921 trainierte, gewann Minnesota 1904 seine erste Meisterschaft. Von 1900 bis 1919 konnte die Mannschaft in jeder Saison mehr Spiele gewinnen als verlieren. Die goldene Ära der Gophers prägte Trainer Bernie Bierman, der das Team in seiner ersten Amtszeit von 1932 bis 1941 zu fünf nationalen Titeln führte. Nach dem Zweiten Weltkrieg trainierte er Minnesota von 1945 bis 1950 erneut. Der siebte und bislang letzte nationale Titelgewinn gelang den Golden Gophers 1960 mit Head Coach Murray Warmath. Unter Warmath gewann Minnesota auch in der Saison 1967 seine bis heute letzte Meisterschaft in der Big Ten Conference.
Die Golden Gophers spielen im 2009 eröffneten Huntington Bank Stadium (TCF Bank Stadium von 2009 bis 2021), das Platz für 50.805 Zuschauer bietet. Zuvor trug das Team seine Heimspiele auf dem Northrop Field, im Memorial Stadium und im Hubert H. Humphrey Metrodome aus.
Die größten sportlichen Rivalen der Minnesota Golden Gophers sind die Wisconsin Badgers, die Iowa Hawkeyes und die Michigan Wolverines.